# كنداير سي إل-415
كنداير سي إل-415 هي طائرة برمائية تم إنتاجها من طرف شركة كنداير انطلاقاً من سي إل-215 لمكافحة الحرائق.

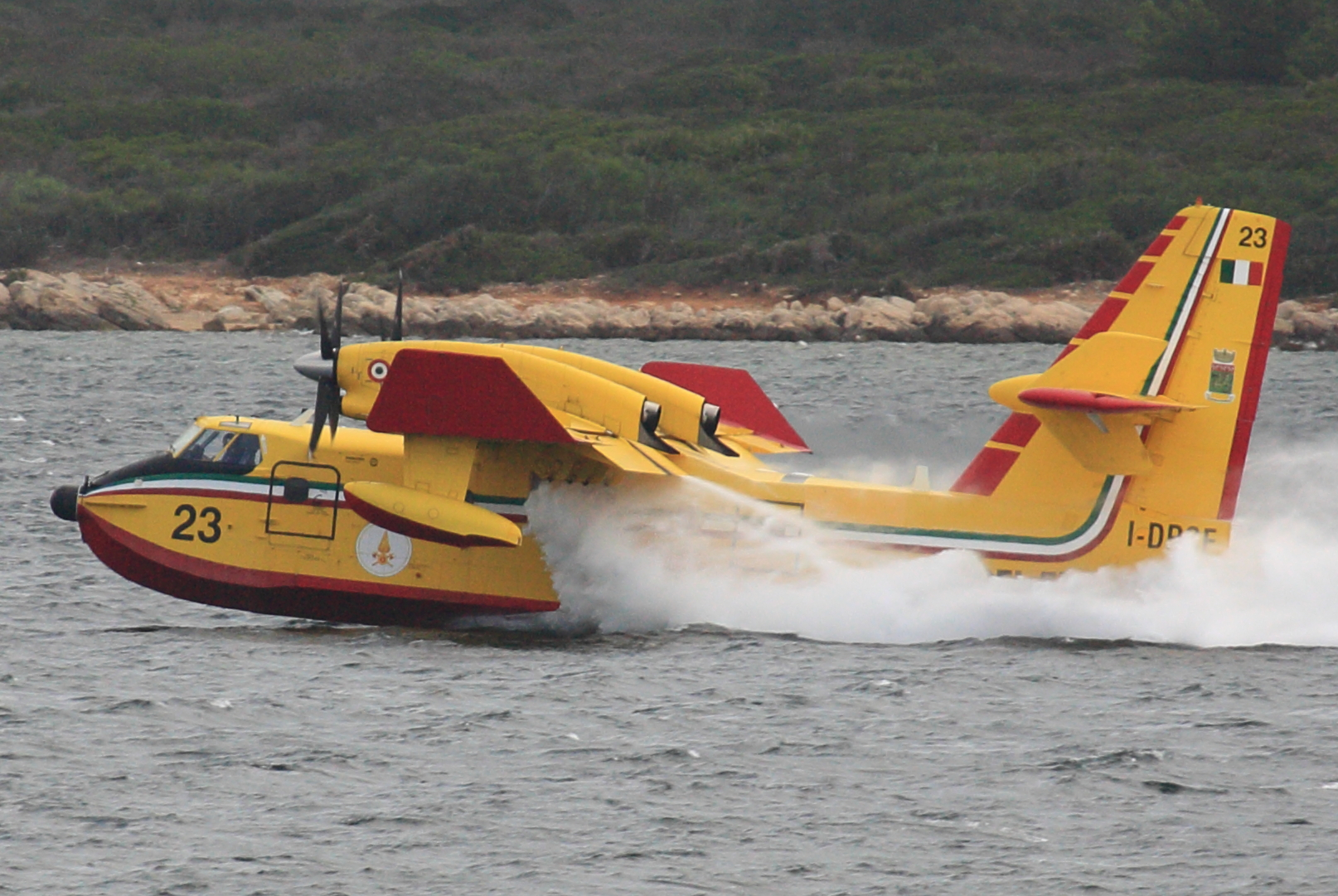
طائرة سي إل-415 خلال عملية التزود بالماء

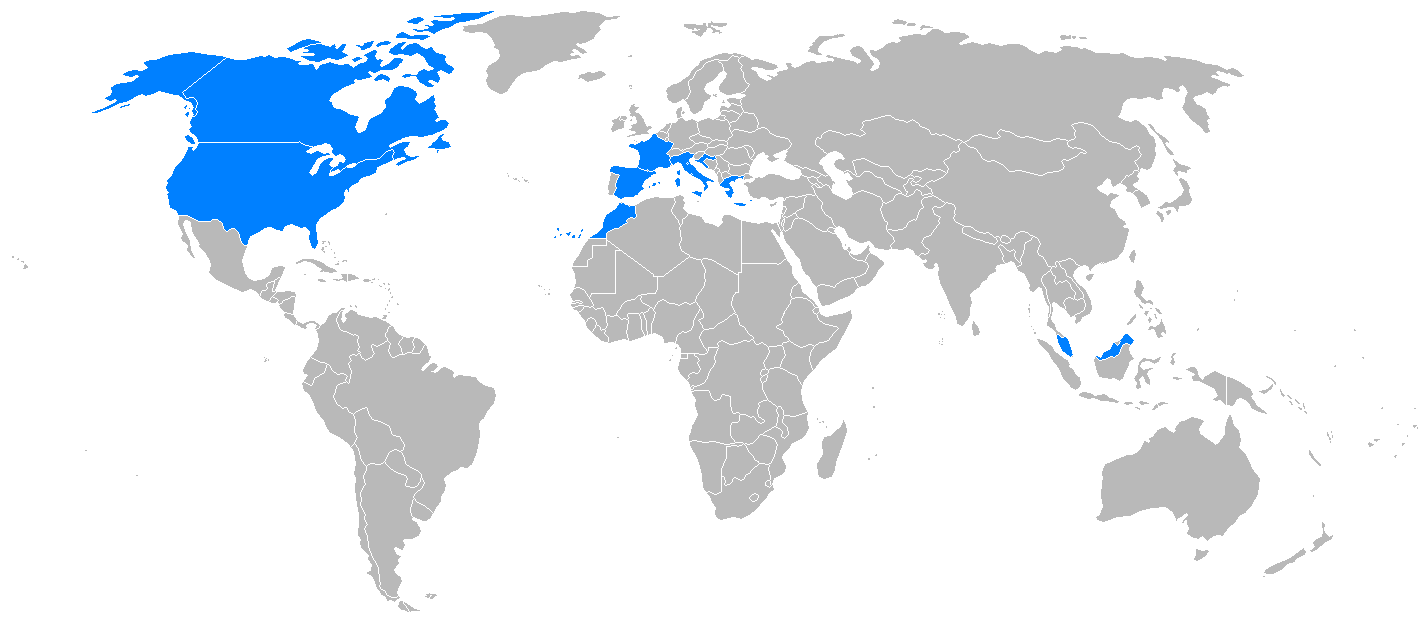
قائمة الدول التي تستخدم طراز سي إل-415

## المشغلين
| الدولة           | الأسطول     | المشغلين / ملاحظات                                                                           |
| ---------------- | ----------- | -------------------------------------------------------------------------------------------- |
| كندا             | 64 طائرة    |                                                                                              |
| كرواتيا          | 6 طائرات    |                                                                                              |
| فرنسا            | 12 طائرة    | .                                                                                            |
| اليونان          | 18 طائرة    |                                                                                              |
| إيطاليا          | 19 طائرة    |                                                                                              |
| كوريا الجنوبية   | طائرة واحدة |                                                                                              |
| ماليزيا          | طائرتين     | تابعة للبحرية الماليزية.                                                                     |
| المغرب           | 8 طائرات    | كلها تابعة للقوات الملكية الجوية المغربية، وغالبيتها تتخذ من قاعدة القنيطرة الجوية مقراً لها. |
| إسبانيا          | 21 طائرة    |                                                                                              |
| تركيا            | 9 طائرات    |                                                                                              |
| الولايات المتحدة | 4 طائرات    |                                                                                              |
| مشغلين آخرين     | 3 طائرات    |                                                                                              |